# (32399) 2000 QA219
2000 QA219 (asteroide 32399) é um asteroide da cintura principal. Possui uma excentricidade de 0.07471590 e uma inclinação de 1.00902º.
Este asteroide foi descoberto no dia 20 de agosto de 2000 por LONEOS em Anderson Mesa.